# Мезонин

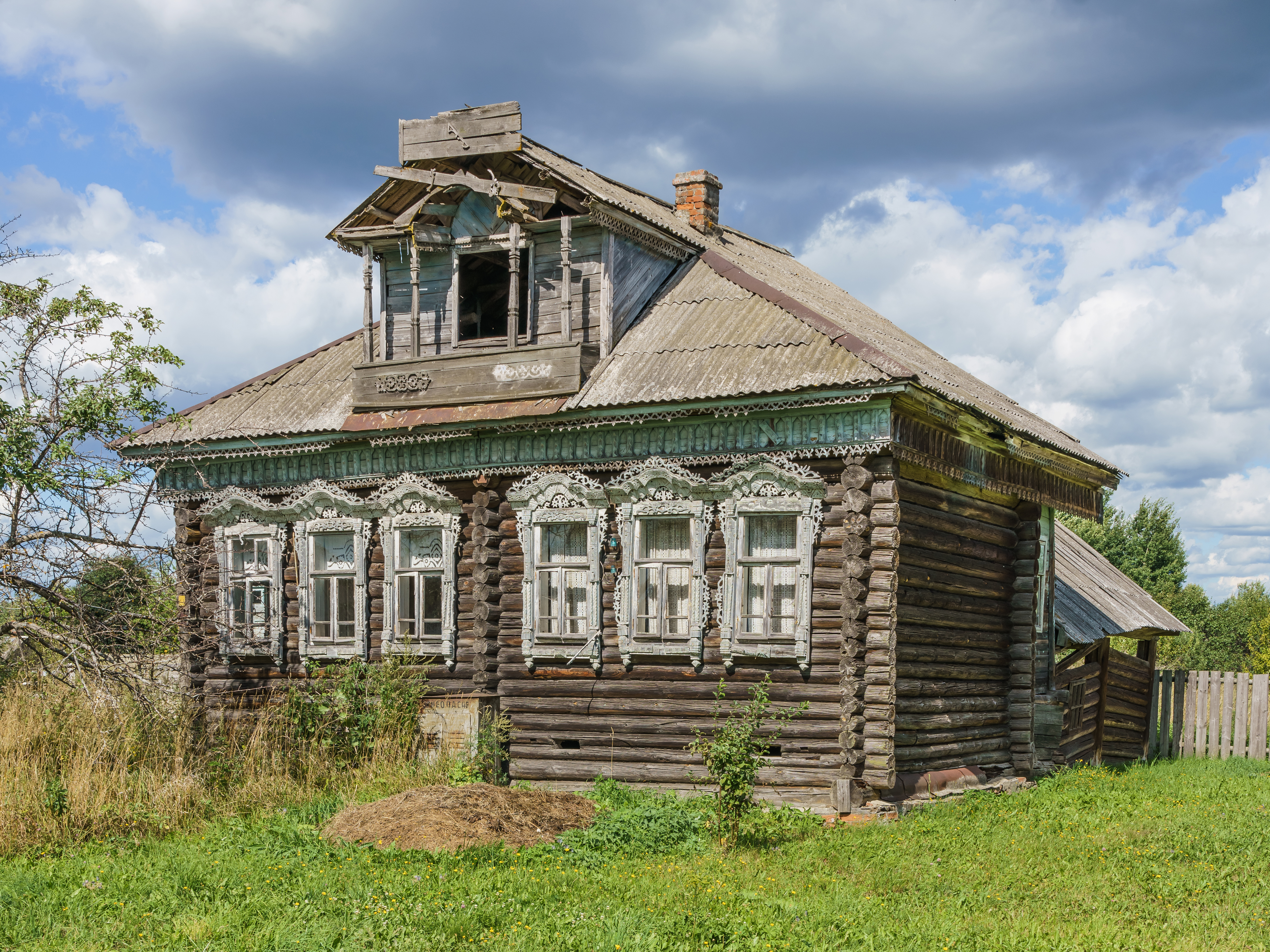
Деревенская изба с надстройкой-светёлкой

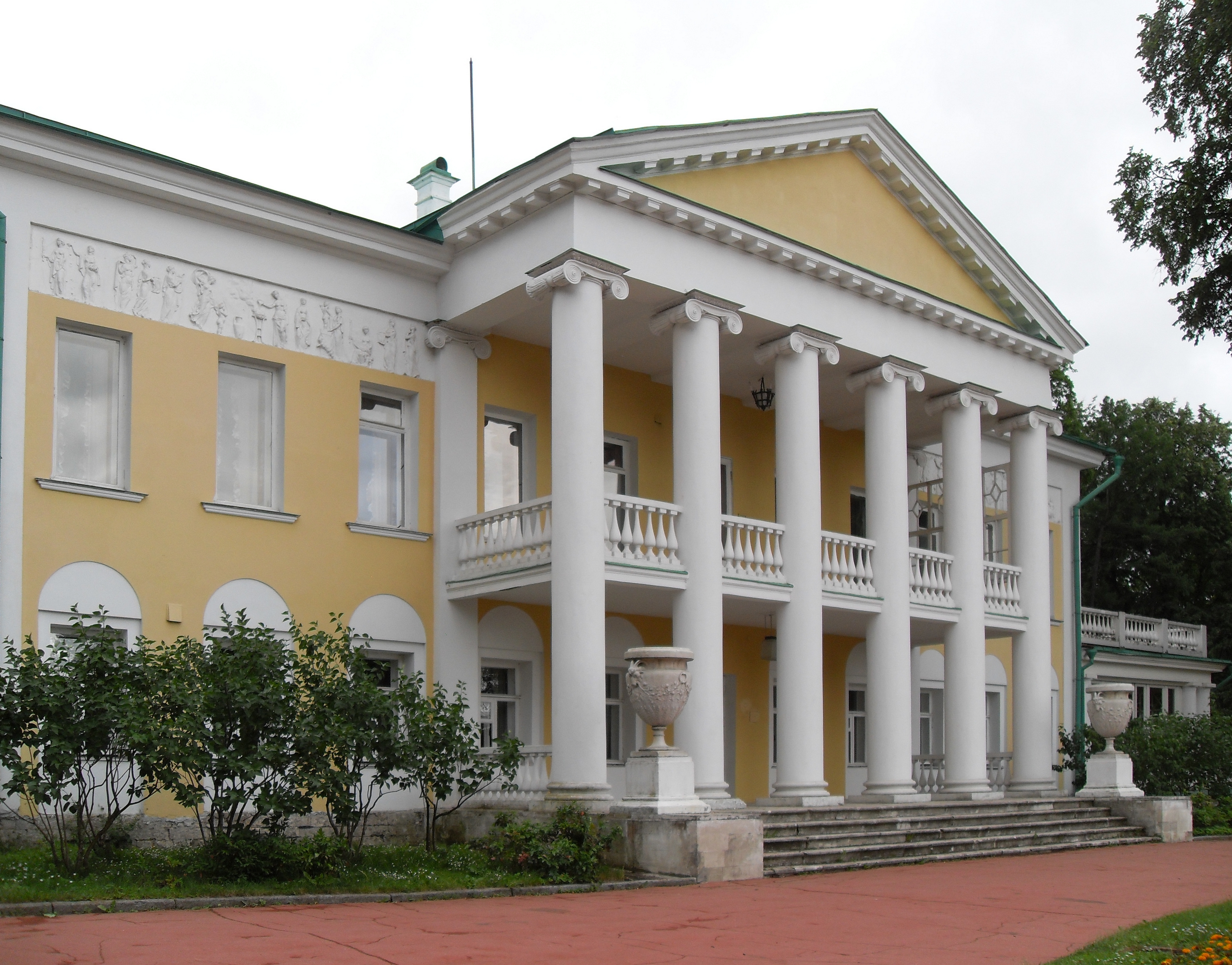
Дом с мезонином в усадьбе «Горки» под Москвой. Конец XVIII века

Мезони́н (фр. mezzanine, итал. mezzanino, от mezzano — средний) — в архитектуре надстройка над средней частью жилого дома, над центральным ризалитом или портиком. По высоте — ниже полного этажа, отсюда название. В усадебную архитектуру русского классицизма этот элемент был привнесён из Италии, это объясняет итальянское происхождение термина. Однако в русских усадебных домах конца XVIII — начала XIX века мезонином стали называть не только отдельный объём верхнего полуэтажа, но также верхнюю часть фасада здания, выделенную балконом, пересекающим колонны портика примерно посередине или несколько выше середины. Так итальянский мотив стал типично русским и появилось характерное выражение «дом с мезонином».
То же в интерьере — антресоль, в древнерусском зодчестве — полати. Мезонином также часто называют чердачную надстройку — «светёлку», или «светлицу», в русской деревянной архитектуре, что, по меньшей мере, неточно.
В классической архитектуре Италии сохраняется тип мезонина как «полуэтажа» после первого (piano terra) и второго «благородного» (piano nobile) этажа (другое название: бельэтаж) либо самого верхнего, последнего полуэтажа (в русской архитектуре принято наименование «аттиковый этаж»), но простирающегося во всю ширину фасада и не нарушающего общий объём постройки. Такие мезонины позволяют увеличить высоту «благородного этажа», не изменяя высоту здания, что особенно важно в городской застройке (подобные мезонины используют для прислуги и хозяйственных нужд).
В большинстве случаев термин «мезонин» не подразумевает какой-либо конкретной функции; мезонины используют для самых разных целей. Мезонины применяют и в современной промышленной архитектуре, в частности, в складских и торговых помещениях, в больших универмагах, в которых особое внимание уделяется свету и пространству.

## Мезонины в западноевропейской архитектуре

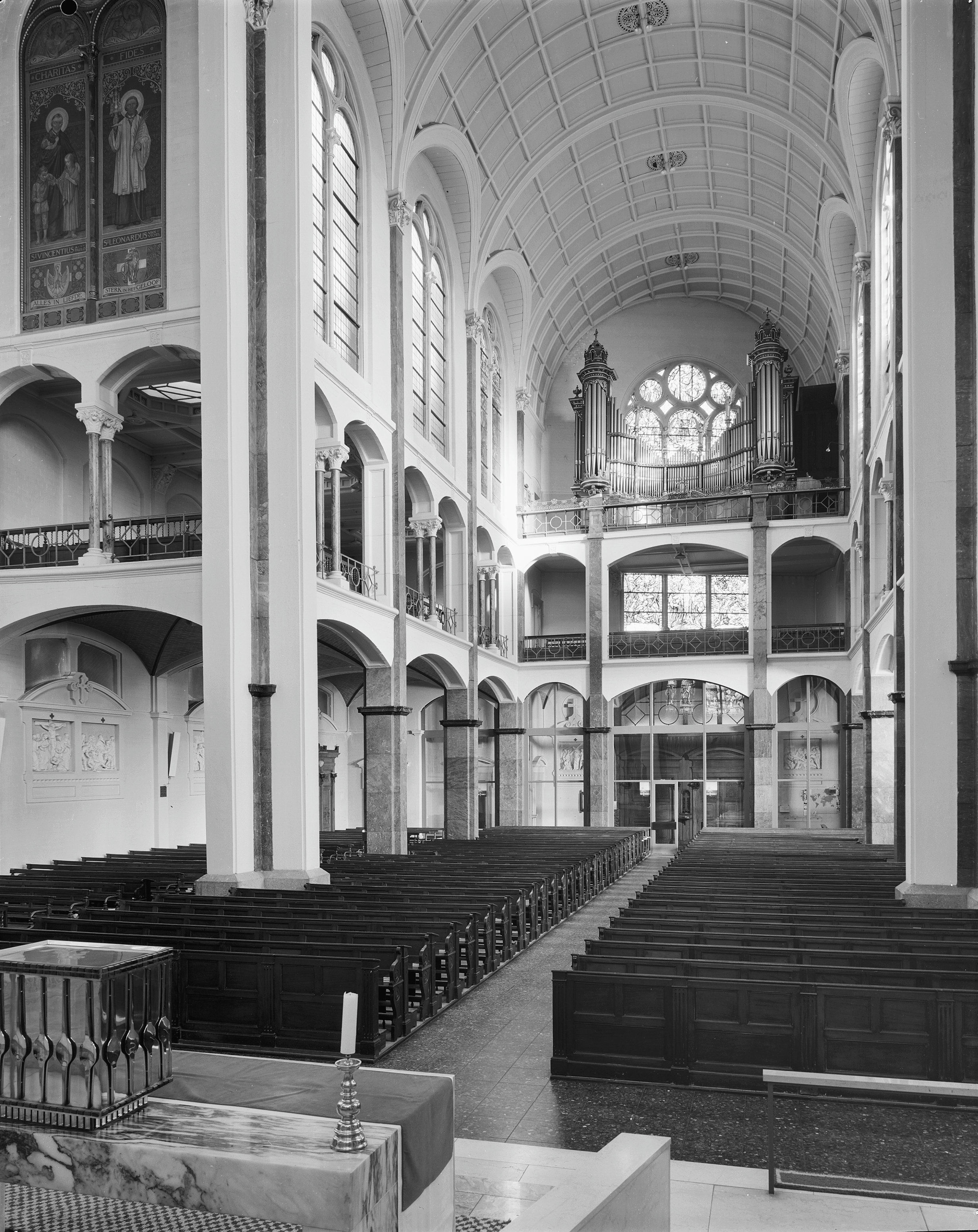
Мезонин (матроней) интерьера церкви Святого Кириака. 1882 г. Архитектор А. С. Блейс. Хорн, Нидерланды
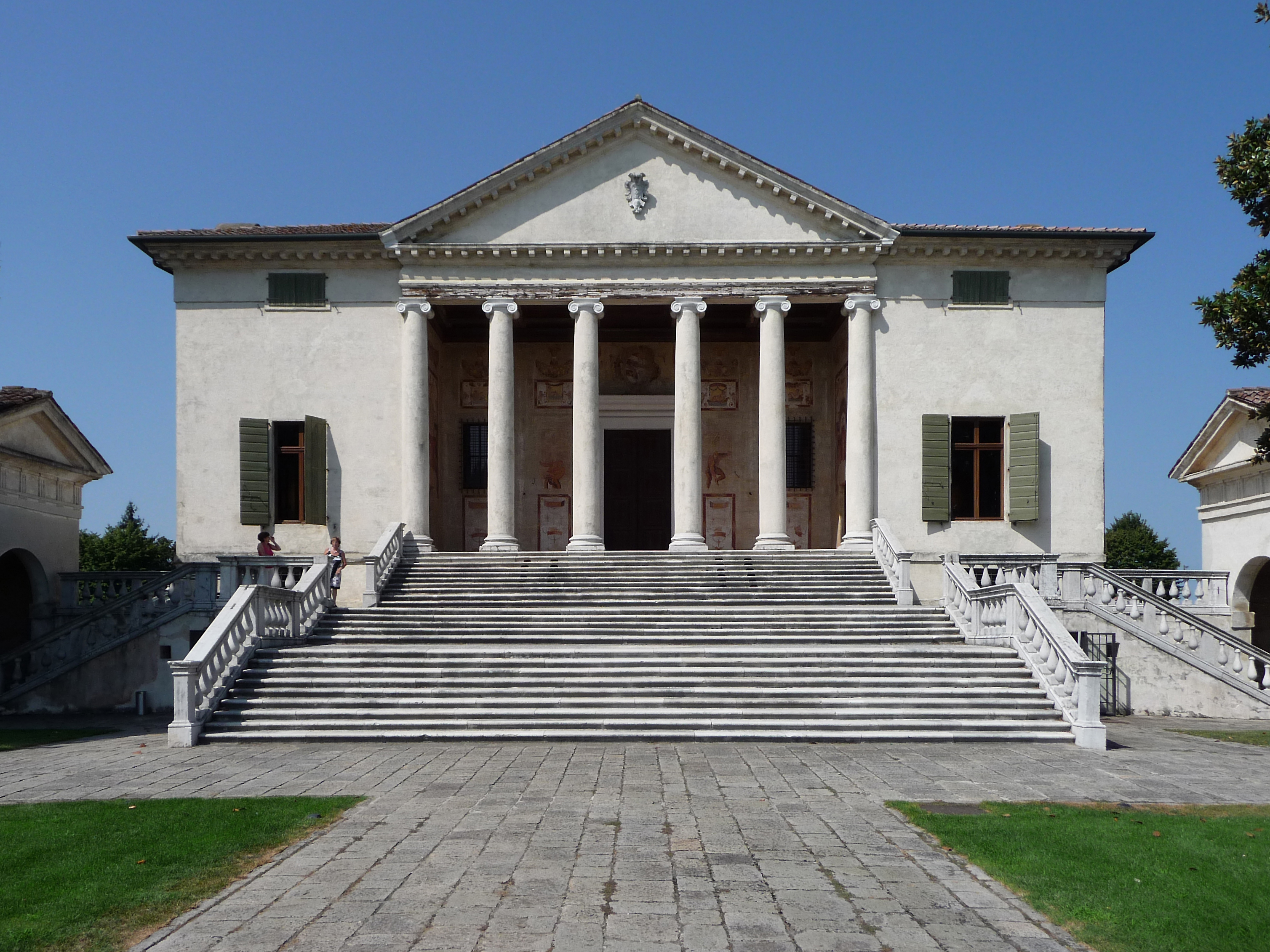
Вилла Бадоэр. Фратта-Полезине. Проект 1554—1555 гг. Архитектор А. Палладио
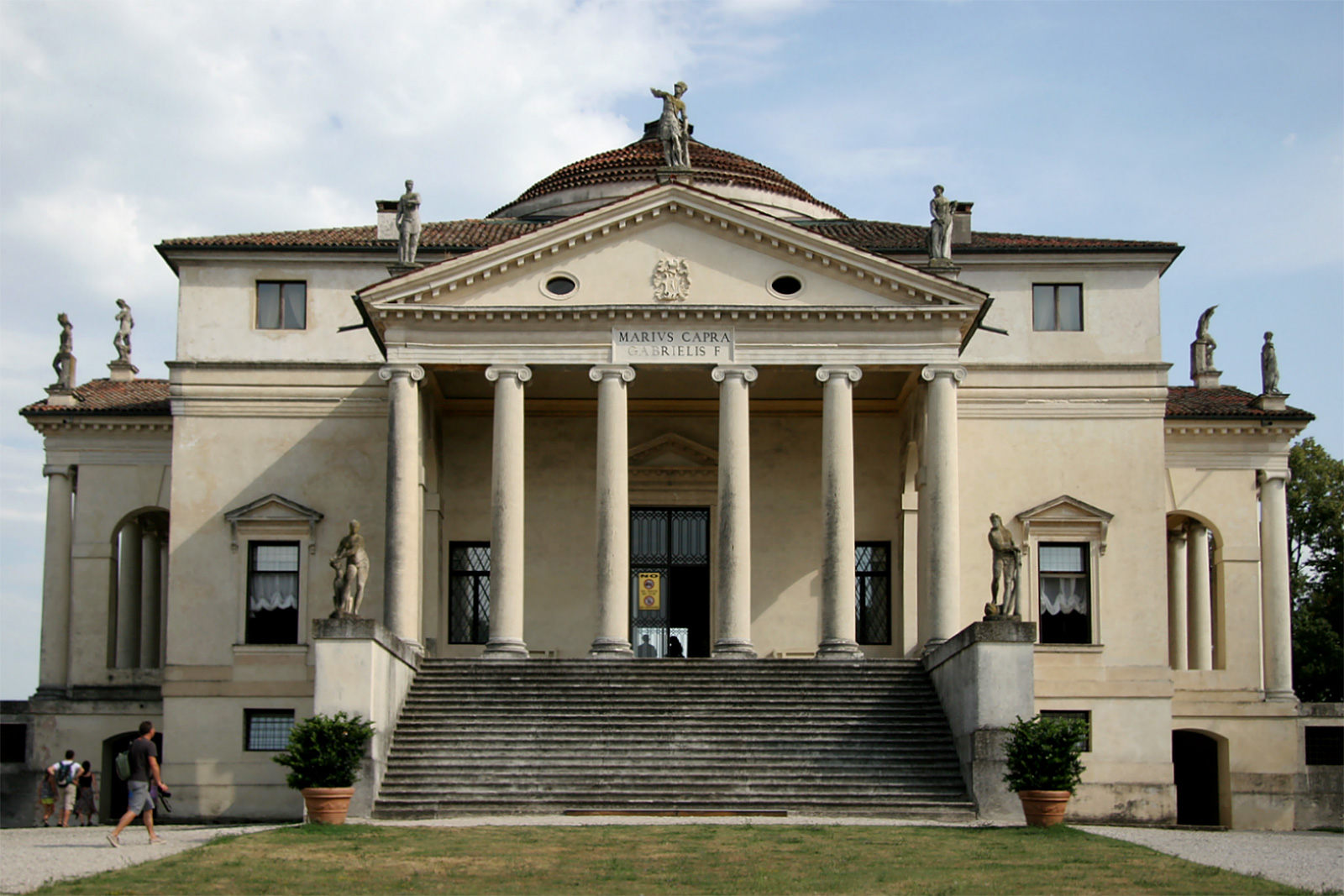
Вилла Ротонда близ Виченцы. 1556—1567. Архитектор А. Палладио
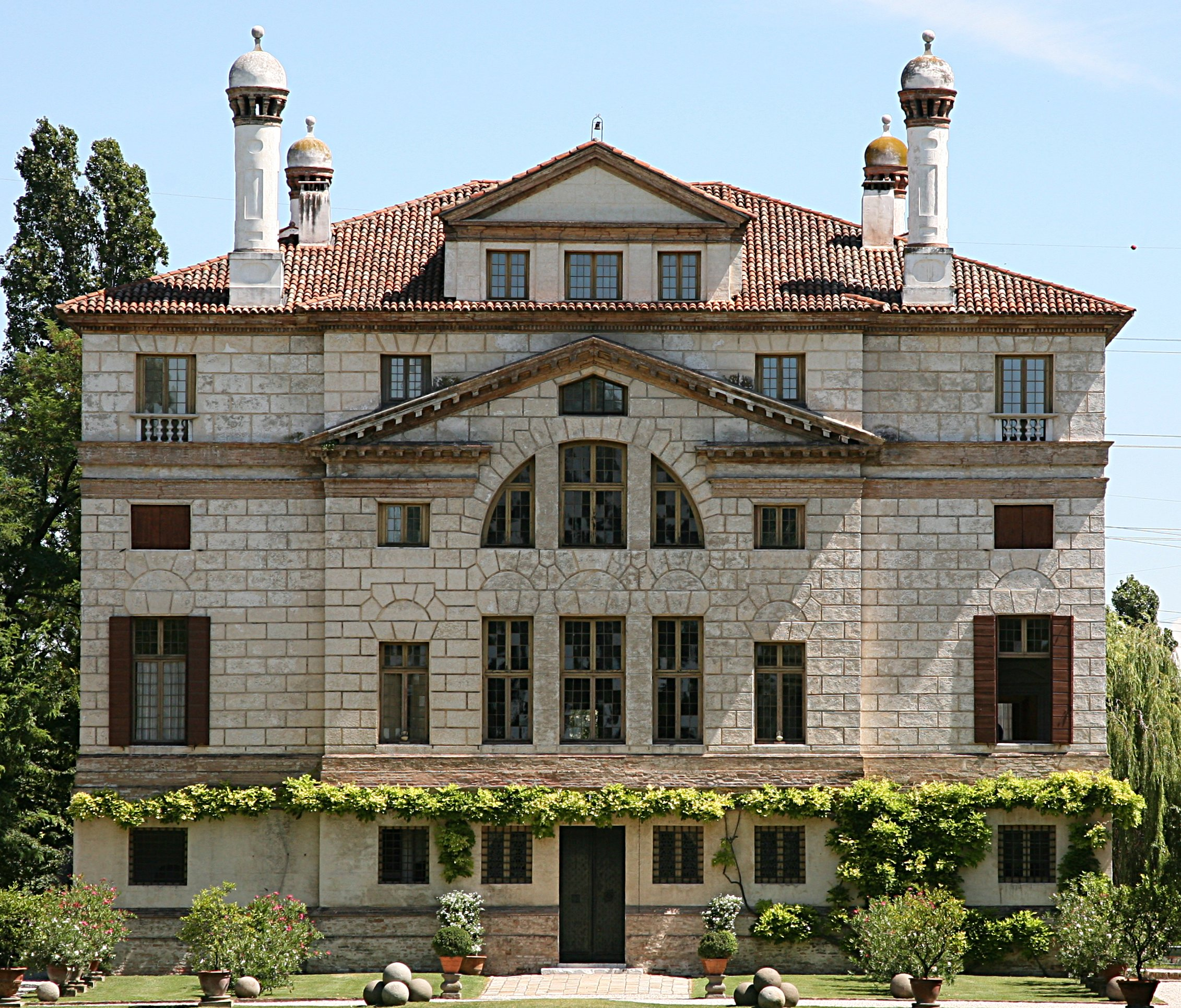
Вилла Фоскари (Мальконтента), Венето. Между 1556 и 1559 гг. Архитектор А. Палладио. Третий (в интерьере объединённый со вторым) и четвёртый мезонинные этажи и надстройка
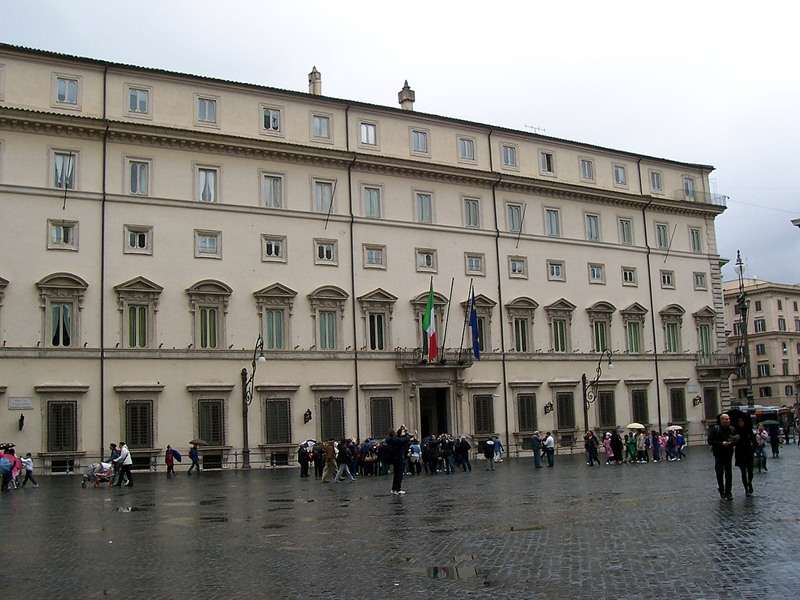
Мезонин (средний полуэтаж) Палаццо Киджи в Риме, Италия
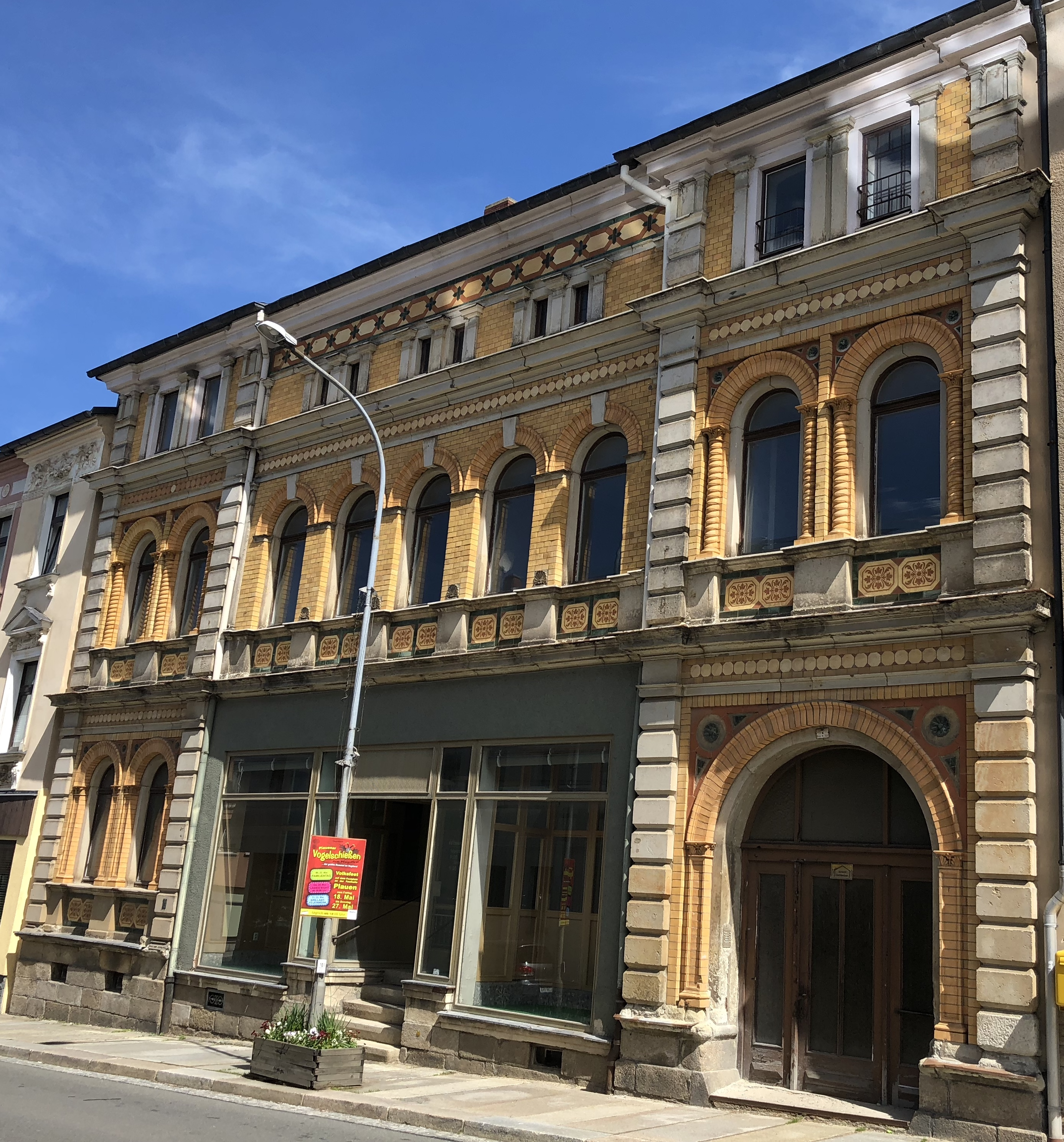
Мезонин в качестве верхнего (аттикового) этажа здания. Фалькенштайн, Саксония
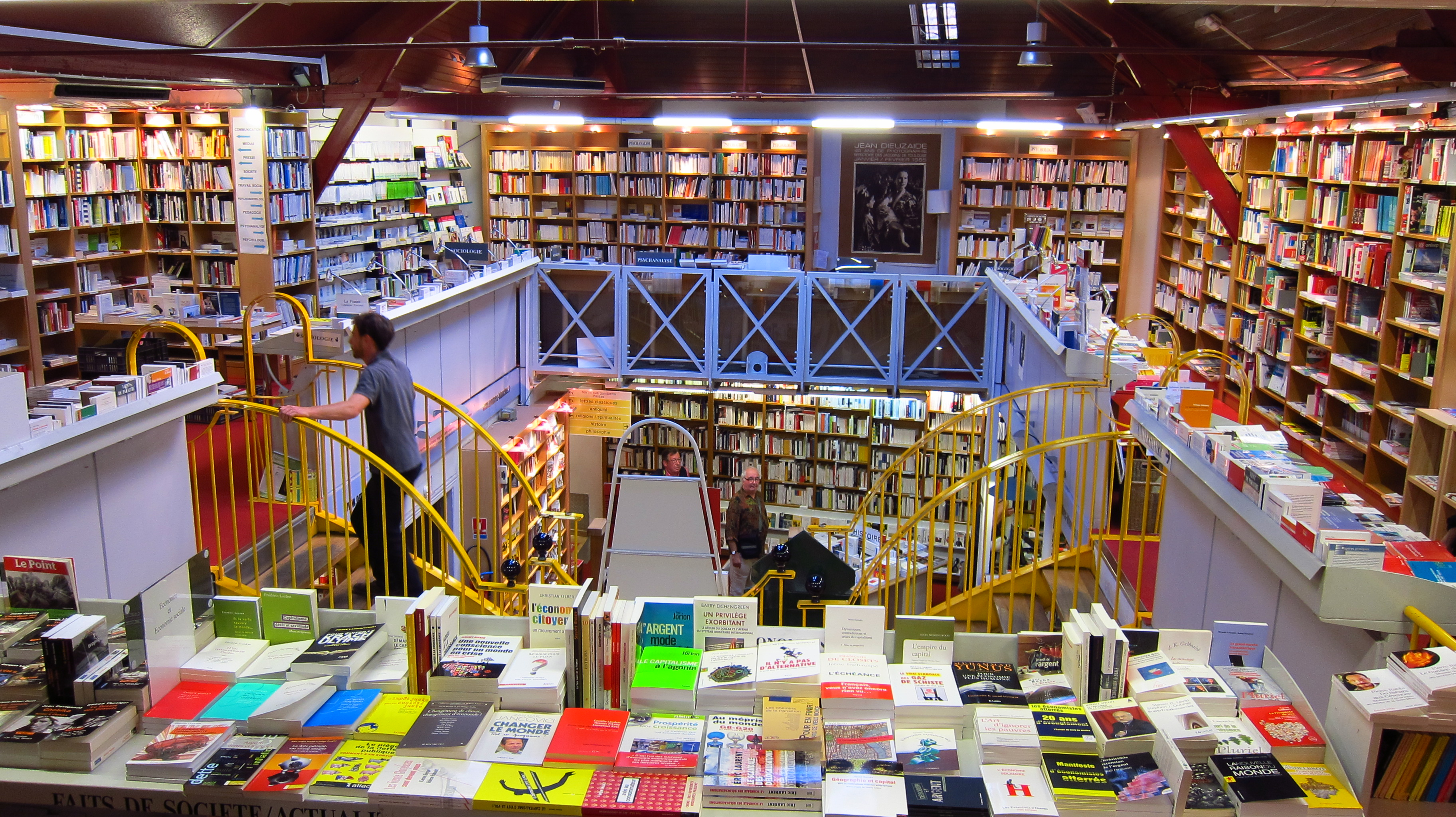
Мезонин торгового зала. Книжный магазин. Тулуза, Франция
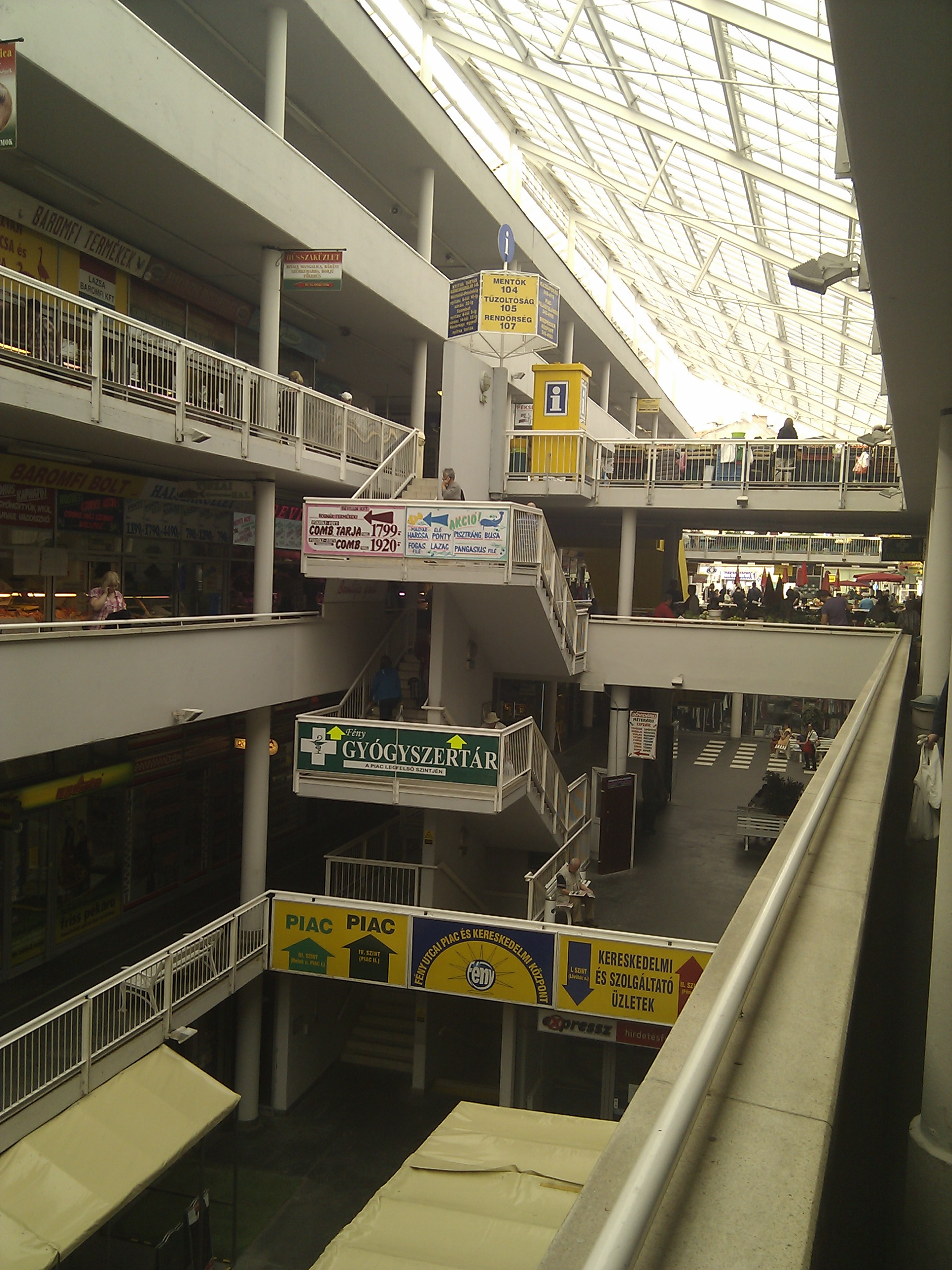
Мезонин (верхний полуэтаж). Универмаг. Будапешт, Венгрия